# Carmen Mateu Quintana
María del Carmen Mateu Quintana (Barcelona, 21 de febrero de 1936 - Ibidem., 23 de enero de 2018) fue una promotora cultural española, presidenta de la Asociación Cultural del Castillo de Perelada organizadora del Festival Internacional de Música de Peralada.

## Biografía
Hija de Miguel Mateu y Pla, que fue alcalde de Barcelona (1939-1945), presidente de la Caja de Pensiones, "la Caixa" (1940-1972), presidente de la patronal catalana Fomento del Trabajo Nacional (1952-1972) y embajador en París. El padre de Carmen Mateu dirigió la fábrica de automóviles Hispano-Suiza fundada por su abuelo Damián Mateu, quien también adquirió en 1923 el Castillo de Peralada.
Carmen Mateu fue presidenta de Hispano-Suiza entre 1972 —año en que murió su padre— y el año 2000, cuando le cedió la presidencia a su hijo, Miguel Suqué Mateu, quien sigue dirigiendo la empresa en la actualidad.
Carmen Mateu heredó de su padre la propiedad del Castillo de Peralada, donde se celebra anualmente el Festival Internacional organizado por la Asociación cultural que ella presidía.

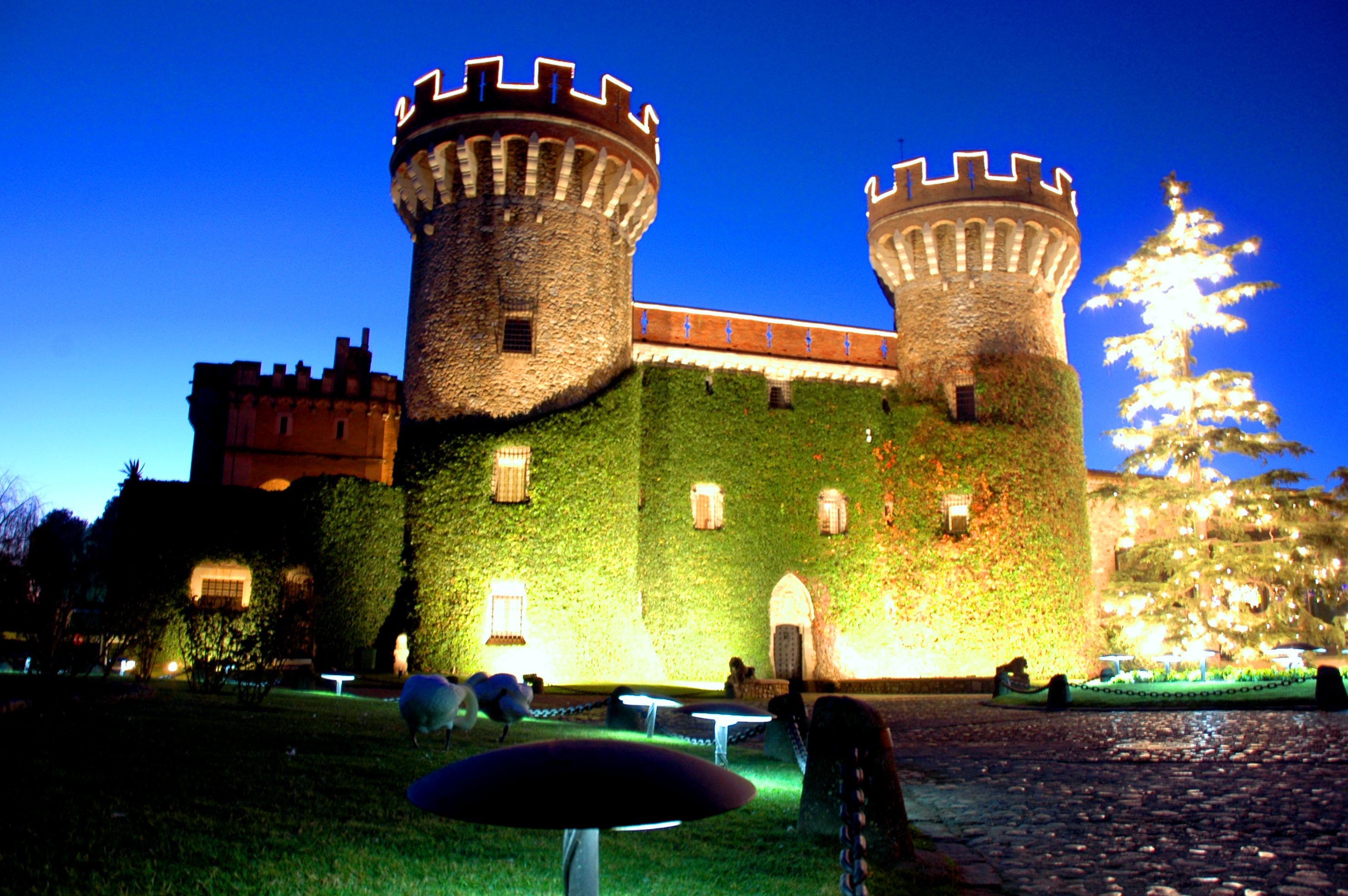
El Castillo de Peralada, sede del Festival Internacional de Música de Peralada, fue adquirido en 1923 por su padre Miguel Mateu.

Se casó en 1957 con el empresario Arturo Suqué Puig (fundador de Inverama - Casinos de Cataluña), con quien tuvo tres hijos: Isabel, Javier y Miguel Suqué Mateu.
Junto con su marido, era propietaria del Grupo Peralada (Casino de Barcelona, Bodegas Castillo de Perelada, La Hispano-Suiza, etc.).
En el año 2000 recibió el Premio Cruz de San Jorge otorgado por la Generalidad de Cataluña.
En el año 2011 fue nombrada Hija Adoptiva de la localidad de Perelada, por acuerdo unánime del Consistorio municipal.
Falleció a consecuencia de una neumonía, poco tiempo antes de recibir la Medalla de Oro del Mérito a las Bellas Artes.

## Premios y reconocimientos[8]
- Medalla de Oro del Cercle del Liceu
- Creu Sant Jordi
- Medalla de Oro del Mérito a las Bellas Artes